# Логинов, Аркадий Петрович
Аркадий Петрович Логинов (1921—1987) — военный лётчик, участник Великой Отечественной войны, Герой Советского Союза.

## Биография
Родился в крестьянской семье. По национальности русский. После окончания семилетней школы переехал в Глазов, поступил в сельскохозяйственный техникум, посещал планёрную станцию, затем окончил Ижевский аэроклуб. В 1939—1940 годах работал слесарем на заводе в Воткинске. В 1940 году Глазовским РВК призван в армию, направлен в Балашовскую военно-авиационную школу пилотов.
На фронте с декабря 1942 года. Воевал в составе 235-го и 91-го гвардейских штурмовых авиаполков 5-го штурмового авиационного корпуса на Калининском, 1-м и 2-м Украинском фронтах. Участвовал в боях на Белгородско-Харьковском направлении, где уничтожил 6 танков, 2 дзота и 3 артиллерийские батареи.
Особо отличился при форсировании Днепра: с 8 по 12 декабря 1943 года севернее Киева произвёл 52 успешных боевых вылета. Только за 5 дней уничтожил 12 танков, 24 автомашины с войсками и грузом, 3 склада, 4 артиллерийские батареи, 6 вагонов, 1 паровоз. 4 февраля 1944 года при налёте на аэродром города Умань звено Логинова уничтожило 8 самолётов противника. В воздушных боях сбил лично 2 и в составе группы 3 вражеских самолёта. За образцовое выполнение заданий в феврале 1945 года удостоен звания Героя Советского Союза.
Освобождал также территорию Польши, Венгрии. Войну закончил в Австрии. Всего за время войны совершил 260 боевых вылетов. После окончания войны продолжал службу в Военно-Воздушных силах СССР до 1946 года. Вторично призван в Советскую Армию в 1951. В 1956 году окончил Военно-Воздушную академию. В 1969—1972 годах был начальником штаба Армавирского высшего военного авиационного училища.
С 1972 года Гвардии полковник Логинов в запасе. Работал заместителем директора по кадрам завода тяжёлого весостроения «Весоизмеритель». Жил в городе Армавир Краснодарского края. Умер 24 июля 1987 года. Похоронен в Армавире.

## Награды
- Медаль «Золотая Звезда» (указ от 23 февраля 1945 года, № 2283);
- орден Ленина;
- три ордена Красного Знамени;
- орден Отечественной войны I степени;
- орден Отечественной войны II степени;
- орден Красной Звезды;
- медали[3].

## Память
Бюст героя установлен в Аллеях славы Глазова и Воткинска. Навечно занесён в списки учащихся школы № 2 Глазова.